# Holmger Knutsson
Holmger Knutsson (nascido em c. 1220 - falecido em 1248) foi um nobre sueco do partido dos Folkung (Folkungarna), pretendente ao trono da Suécia durante o reinado de Érico XI (Erik Eriksson).
Era filho do rei Canuto II da Suécia (Knut Långe) e da rainha Elin (Helena Pedersdotter Strange). Em 1234, tentou ganhar a coroa da Suécia, mas foi rechaçado pelo jarl Ulf Fase de Érico XI (Erik Eriksson). Em  1247, fez nova tentativa de destronar o rei, mas foi derrotado na batalha de Sparrsätra. Fugiu para Gestrícia, onde foi capturado e degolado em 1248, por ordem do rei Érico XI (Erik Eriksson) e do seu novo jarl Birger Magnusson. Após a sua morte, foi venerado como santo, tendo-lhe sido atribuídos vários milagres.